# Ermita de los Pepones
La ermita de Los Pepones es una construcción religiosa, situada en Los Pepones, un pueblo insertado en el municipio de Vélez-Málaga (Málaga), construida entre 1940-1950 con el objetivo de servir de lugar de culto religioso católico y también utilizada como Escuela de los vecinos del núcleo y del entorno rural de Jibares, siendo profesora durante su funcionamiento como Escuela Francisca Alba.
En 2001 recibió una gran reforma, tanto de la fachada, el interior y la puerta de la construcción.
Hoy en día, sólo está abierta para algunos festejos, tales como el Día de la Inmaculada, el 8 de diciembre o la misa de la verbena popular enmarcada en el certamen anual  Cultura a campo abierto, que se celebra cada año en el pueblo peponés.
- Datos: Q5836585